# Asger Sørensen
Asger Sørensen, né le 5 juin 1996 à Silkeborg au Danemark, est un footballeur danois qui évolue au poste de défenseur central au Sparta Prague.

## Biographie

### Débuts professionnels
Asger Sørensen est formé par le FC Midtjylland, qui lui permet de faire ses débuts en professionnels. Il joue son premier match à l'âge de 17 ans, le 25 septembre 2013, à l'occasion d'un match de coupe du Danemark face au FC Djursland. Il est titularisé ce jour-là au poste d'arrière droit et son équipe s'impose par quatre buts à deux.
Il signe au Red Bull Salzbourg en janvier 2014.

### SSV Jahn Ratisbonne
Le 7 juillet 2017, Asger Sørensen est prêté pour deux saisons au SSV Jahn Ratisbonne, club de deuxième division allemande.

### FC Nuremberg
Le 6 juillet 2019, est annoncé le transfert de Asger Sørensen au FC Nuremberg, club qui vient d'être relégué en deuxième division allemande.
Lors de la première partie de saison 2019-2020, il se met en évidence en inscrivant quatre buts en championnat.
Le 18 janvier 2022, Sørensen prolonge son contrat avec le FC Nuremberg alors que son contrat venait à expiration en juin 2022. La durée du nouveau contrat n'est toutefois pas divulguée.

### Sparta Prague
Le 20 juillet 2022, Asger Sørensen s'engage en faveur du Sparta Prague.
Il est sacré championnat de Tchéquie avec le Sparta Prague, le club remportant le 37e titre de son histoire lors de cette saison 2022-23,.

### En sélection nationale
Le 13 novembre 2015, il figure pour la première fois sur le banc des remplaçants de l'équipe espoirs, mais sans rentrer en jeu, lors d'une rencontre face à la Roumanie. Ce match gagné 0-3 rentre dans le cadre des éliminatoires de l'Euro espoirs 2017. Asger Sørensen reçoit finalement sa première sélection avec les espoirs contre les îles Féroé, le 31 août 2017, lors des éliminatoires de l'Euro espoirs 2019. Il entre en jeu en fin de partie lors de ce match remporté une nouvelle fois par son équipe (0-3).
En juin 2019, il participe à la phase finale du championnat d'Europe espoirs organisée en Italie. Lors de cette compétition, il joue deux matchs, contre l'Autriche et la Serbie. Malgré un bilan honorable de deux victoires et une défaite, le Danemark ne parvient pas à dépasser le premier tour.

## Palmarès
Red Bull Salzbourg
- Champion d'Autriche (2) :
  - Champion : 2015 et 2016.

 Sparta Prague
- Championnat de Tchéquie (1) :
  - Champion : 2022-23.